# 간석지
간석지(干潟地, 영어: tidal flat or tideland) 또는 개펄은 하천에 의하여 운반된 모래와 흙이 조석 작용으로 해안에 쌓여, 밀물 때에는 잠기고 썰물 때에는 드러나는 땅이다. 남해안과 서해안에는 곳곳에 간석지가 널리 이루어져 있어 양식장, 염전 등에 이용되고, 간척 사업에 의하여 농토로 바뀌고 있다.

## 같이 보기
- 갯벌